# Ardisia nigromaculata
Ardisia nigromaculata är en viveväxtart som beskrevs av Elmer Drew Merrill. Ardisia nigromaculata ingår i släktet Ardisia och familjen viveväxter. Inga underarter finns listade i Catalogue of Life.